# Chrysichthys sharpii
Chrysichthys sharpii är en fiskart som beskrevs av Boulenger, 1901. Chrysichthys sharpii ingår i släktet Chrysichthys och familjen Claroteidae. IUCN kategoriserar arten globalt som livskraftig. Inga underarter finns listade i Catalogue of Life.